# Gran Premio de Montreal
El Gran Premio de Montreal, también llamado Gran Prix de Montreal o Grand Prix Cycliste de Montréal es una carrera ciclista canadiense de un día que se disputa en Montreal, en el mes de septiembre dos días después del Gran Premio de Quebec.
Se disputó por primera vez en septiembre de 2010 (al igual que el Gran Premio de Quebec) siendo además ambas pruebas de la máxima categoría UCI (puntuables para la UCI World Calendar, con rango de carrera ProTour y desde 2011 perteneciendo al UCI WorldTour). Fueron las primeras carreras de América del Norte en ostentar dicho reconocimiento y es una de las cuatro únicas carreras del UCI WorldTour que se disputan fuera de Europa junto a al Tour Down Under, el Tour de Pekín y el mencionado G. P. de Quebec.
En cierta medida se puede considerar heredera del Gran Premio de las Américas junto al mencionado Gran Premio de Quebec.
Es una de las pocas pruebas que se ha creado exclusivamente para el circuito ProTour, como también lo han sido la Contrarreloj por Equipos ProTeam, el Tour del Benelux y el Gran Premio de Quebec.
Está organizado por el Groupe Serdy.

## Palmarés
| Año  | Ganador              | Segundo           | Tercero             |           |
| ---- | -------------------- | ----------------- | ------------------- | --------- |
| 2010 | Robert Gesink        | Peter Sagan       | Ryder Hesjedal      |           |
| 2011 | Rui Alberto Costa    | Pierrick Fédrigo  | Philippe Gilbert    |           |
| 2012 | Lars Petter Nordhaug | Moreno Moser      | Aleksandr Kolobnev  |           |
| 2013 | Peter Sagan          | Simone Ponzi      | Ryder Hesjedal      |           |
| 2014 | Simon Gerrans        | Rui Alberto Costa | Tony Gallopin       |           |
| 2015 | Tim Wellens          | Adam Yates        | Rui Alberto Costa   |           |
| 2016 | Greg Van Avermaet    | Peter Sagan       | Diego Ulissi        |           |
| 2017 | Diego Ulissi         | Jesús Herrada     | Tom Slagter         |           |
| 2018 | Michael Matthews     | Sonny Colbrelli   | Greg Van Avermaet   |           |
| 2019 | Greg Van Avermaet    | Diego Ulissi      | Iván García Cortina |           |
| 2020 | cancelada            | cancelada         | cancelada           | cancelada |
| 2021 | cancelada            | cancelada         | cancelada           | cancelada |
| 2022 | Tadej Pogačar        | Wout van Aert     | Andrea Bagioli      |           |
| 2023 | Adam Yates           | Pavel Sivakov     | Alex Aranburu       |           |
| 2024 | Tadej Pogačar        | Pello Bilbao      | Julian Alaphilippe  |           |

## Palmarés por países
| País         | Victorias | 2.º lugar | 3.º lugar | Total | Último vencedor              |
| ------------ | --------- | --------- | --------- | ----- | ---------------------------- |
| Bélgica      | 3         | 1         | 2         | 6     | Greg Van Avermaet en 2019    |
| Australia    | 2         | -         | -         | 2     | Michael Matthews en 2018     |
| Eslovenia    | 2         | -         | -         | 2     | Tadej Pogačar en 2024        |
| Italia       | 1         | 4         | 2         | 7     | Diego Ulissi en 2017         |
| Eslovaquia   | 1         | 2         | -         | 3     | Peter Sagan en 2013          |
| Portugal     | 1         | 1         | 1         | 3     | Rui Costa en 2011            |
| Reino Unido  | 1         | 1         | -         | 2     | Adam Yates en 2023           |
| Países Bajos | 1         | -         | 1         | 2     | Robert Gesink en 2010        |
| Noruega      | 1         | -         | -         | 1     | Lars Petter Nordhaug en 2012 |
| Francia      | -         | 2         | 2         | 4     | -                            |
| España       | -         | 2         | 2         | 4     | -                            |
| Canadá       | -         | -         | 2         | 2     | -                            |

En negrilla corredores activos.

## Estadísticas

### Más victorias
| Ciclista          | Victorias | Años        |
| ----------------- | --------- | ----------- |
| Greg Van Avermaet | 2         | 2016 y 2019 |
| Tadej Pogačar     | 2         | 2022 y 2024 |